# Giovanni Persico (politico 1927)
Giovanni Persico (Genova, 14 gennaio 1927 – Genova, 27 ottobre 2015) è stato un politico e giurista italiano.

## Biografia
Laureato in giurisprudenza, docente universitario di diritto del lavoro. Esponente del Partito Repubblicano Italiano, sedette nel Consiglio regionale della Liguria ininterrottamente dalla I alla V legislatura (dal 1970 al 1995) e ricoprì più volte l'incarico di assessore. Nell'ottobre 1980 venne eletto presidente della Liguria, rimanendo in carica fino a settembre 1981. Dal 28 settembre 1990 al 24 aprile 1995 fu presidente del Consiglio regionale.
Morì all'età di 88 anni il 27 ottobre 2015.